# Oryctes anguliceps
Oryctes anguliceps är en skalbaggsart som beskrevs av Leon Fairmaire 1901. Oryctes anguliceps ingår i släktet Oryctes och familjen Dynastidae. Inga underarter finns listade i Catalogue of Life.